# Crom Cruach
 (signalé en juin 2025).
Si vous disposez d'ouvrages ou d'articles de référence ou si vous connaissez des sites web de qualité traitant du thème abordé ici, merci de compléter l'article en donnant les références utiles à sa vérifiabilité et en les liant à la section « Notes et références ».
- Archive Wikiwix
- Bing
- Cairn
- DuckDuckGo
- E. Universalis
- Gallica
- Google
- G. Books
- G. News
- G. Scholar
- Persée
- Qwant
- (zh) Baidu
- (ru) Yandex
- (wd) trouver des œuvres sur Wikidata

Pour les articles homonymes, voir Crom.

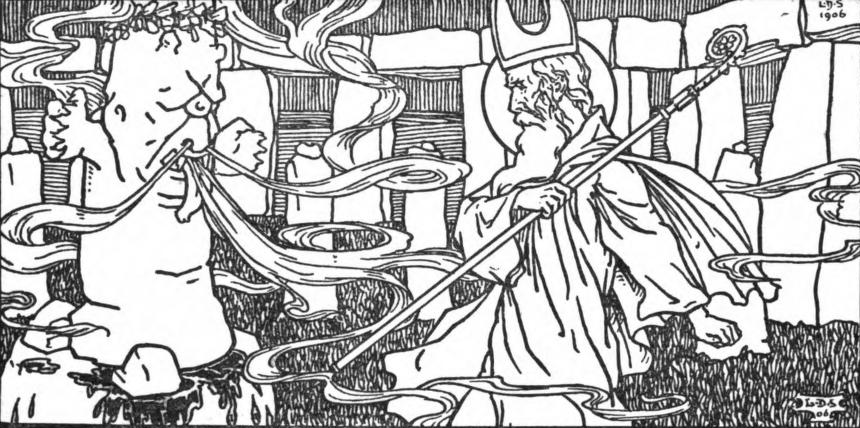
Crom Cruach (à gauche) et Saint Patrice (à droite)

Crom Cruach, aussi connu sous les noms de Cromm Crúaich, Cenn Cruach ou encore Cenncroithi, est une entité de la mythologie celtique irlandaise. Adoré sous forme d'idole dorée entouré de douze pierres, réputé pour ses sacrifices humains, c'est Saint Patrice (le saint patron de l'Irlande) qui, d'après la légende, arrêta le Culte de Crom Cruach. 
Dans ses nouvelles de fantasy se déroulant durant l'âge hyborien, Robert E. Howard fait plusieurs fois référence à Crom, un dieu sinistre totalement désintéressé du sort des hommes que vénèrent les Cimmériens (peuple d'origine du célèbre Conan). Cette même ethnie étant censée être celle dont descendent les Celtes gaéliques, la religion que ses membres pratiquent est probablement une version pseudo-préhistorique du culte de Crom Cruach. 